# De Britiske Øer
De Britiske Øer er en øgruppe udfor Europas nordvestlige kyst, bestående af Storbritannien og Irland samt nærliggende øer. Denne øgruppe består af mere end 6.000 øer og har et totalt landareal på 315.134 km².
Politisk er øgruppen delt mellem to suveræne stater (Det Forenede Kongerige Storbritannien og Nordirland og Republikken Irland) og tre kronbesiddelser (Man, Guernsey og Jersey). 
"De Britiske Øer" (engelsk British Isles) betegner som regel øerne som et geografisk begreb, men der eksisterer også et separat politisk begreb (eng. British Islands) som bruges om de øer eller dele af øer som står under britisk overhøjhed. Forskellen mellem det politiske begreb og det geografiske er stort set om man medtager Republikken Irlands territorium.
Fra irsk side findes en tendens til slet ikke at medregne Irland til de britiske øer. Dette indebærer at begrebet fra irsk perspektiv skulle være synonymt med Storbritannien og nærliggende øer.
Om Kanaløerne tilhører øgruppen er også omdiskuteret, eftersom de i geologisk forstand kan regnes som hørende til kontinentet, men politisk og historisk tilhører nationen Storbritannien.

## Geografisk inddeling (British Isles)
- Anglesey
- Hebriderne
- Irland
- Isle of Man
- Isle of Wight
- Orkneyøerne
- Shetlandsøerne
- Storbritannien

## Politisk inddeling (British Islands)
- Forenede Kongerige Storbritannien og Nordirland
  - Anglesey
  - Hebriderne
  - Isle of Wight
  - Orkneyøerne
  - Shetlandsøerne
  - Storbritannien
  - Provinsen Nordirland
- Isle of Man
- Kanaløerne
  - Guernsey
    - Alderney
    - Sark

  - Jersey

54°N 4°V / 54°N 4°V